# Склад боєприпасів в селі Ковбасна
Склад боєприпасів в селі Ковбасна, офіційно 1411-й артилерійський склад боєприпасів (в/ч 72431) — великий склад боєприпасів, розташований у селі Ковбасна, на півночі Придністров'я, Молдова.
Юридично це частина Молдови, а де-факто невизнана сепаратистська держава Придністровська Молдавська Республіка контролює село та склад боєприпасів і закрила доступ міжнародним спостерігачам, за винятком російських військових сил, розташованих у регіоні з моменту закінчення війни в Придністров'ї в 1992 р. Лише російська та придністровська влада мають детальну інформацію щодо кількості та стану зброї, що зберігається.

## Історія
Перша директива про створення складу була видана Генеральним штабом Червоної Армії 28 липня 1941 року. Відповідно до цієї директиви 11 серпня того ж року було створено склад у Кунгурі, нині Пермського краю, Росія. Під час Другої світової війни з 30 січня 1942 року склад забезпечував частини Червоної Армії та з'єднання Волховського фронту в Будогощі, Харкові, Кіровограді, Кременчуці, Москві, Орлі, Полтаві та Вишньому Волочці. З липня 1945 року по травень 1949 року склад знаходився у місті Вознесенськ. З травня 1949 року він розміщений у своєму теперішньому місці в Ковбасні. До січня 1992 року склад боєприпасів підпорядковувався Одеському військовому округу, з того часу по квітень 1995 року входив до складу 14-ї гвардійської армії; а з 1995 підпорядковується Оперативному угрупованню російських військ у Молдові (рос. ОГРВ).[2] Ядро ОГРВ складалося з 70-100 російських офіцерів, решта — місцеві жителі Придністров'я, найняті як солдати. Зміна військ ОГРВ здійснювалася раз на пів року.[3] Станом на 1999 кількість ОГРВ становила близько 1500 осіб.
Склад боєприпасів у Ковбасні називали одним із найбільшихскладів боєприпасів у Східній Європі, він містив до 20 000 тонн зброї радянських часів, що належала 14-й гвардійській армії СРСР, а також вивезеної з колишніх держав Варшавського договору Чехословаччини та Східна Німеччина. Після початку війни між Росією та Україною в Молдові зростає занепокоєння щодо складу боєприпасів у Ковбасні, дехто вважає, що зброя, яка там знаходиться, може бути використана в потенційному майбутньому військовому конфлікті. Крім того, Академія наук Молдови визначила, що вибух зброї, що знаходиться на складі боєприпасів, термін придатності якої давно закінчився, був би еквівалентним атомним бомбардуванням Хіросіми та Нагасакі. Стурбованість такою подією зросла після вибуху в Бейруті 2020 року.
Було кілька спроб і закликів вивести як зброю зі складу боєприпасів у Ковбасні, так і російських військових із Придністров'я. Під час Стамбульського саміту 1999 року Росія пообіцяла повністю вивести свою зброю та війська. Був досягнутий певний прогрес, але після звернення влади Придністров'я з проханням до Росії зберегти свою армію, процес зупинився у 2003 році. Того ж року було запропоновано меморандум Козака. Він мав на меті вирішити придністровський конфлікт шляхом реінтеграції Придністров'я до складу Молдови з правом вето, водночас утримуючи збільшений російський військовий контингент у Придністров'ї ще на п'ятнадцять років. Він був відхилений в останню хвилину президентом Молдови Володимиром Вороніним, як повідомляється, після протестів з боку Організації з безпеки та співробітництва в Європі (ОБСЄ), Європейського Союзу та Сполучених Штатів. Таким чином, Росія зберегла свою військову присутність у Придністров'ї та на складах боєприпасів, причому Росію звинувачують у використанні останнього як методу геополітичного шантажу щодо Молдови.
Молдова продовжує наполягати на необхідності евакуації зброї зі складу, з офіційними заявами виступала президент Молдови Мая Санду. 11 серпня 2021 року Санду зустрілася з тодішнім заступником глави адміністрації президента Росії Дмитром Козаком і обговорила кілька важливих питань у двосторонніх відносинах між обома країнами, включаючи придністровський конфлікт і ситуацію зі складом боєприпасів у Ковбасні. Щодо останнього, Козак виявив готовність співпрацювати з Молдовою для знищення зброї на складі та заявив, що це в інтересах Росії. Підтримку ініціативи висловив і тодішній президент Придністров'я Вадим Красносельський.
27 квітня 2022 року МВС ПМР повідомило, що над Ковбасною літали безпілотники та стріляли по селу. У міністерстві заявили, що дрони прибули з України. У той час у Придністров'ї сталося кілька нападів. Вони відбулися під час російського вторгнення в Україну і, можливо, були операцією під фальшивим прапором Росії чи самого Придністров'я.
У березні 2024 російські пропагандистські джерела з посиланням на місцеві ЗМІ Придністров'я показали спалені залишки вертольота та заявили, що це наслідок влучання невідомого дрону, який залетів та територію військової частини. Інцидент нібито стався на території військової частини в Тирасполі. Стверджується, що там був вибух і пожежа, викликана влучанням дрона-камікадзе. У «Придністров'ї» нікого не звинуватили в атаці на вертоліт. Про жертви не повідомлялося.